# Eeva Putro
Eeva Putro, född 30 mars 1978 i Vanda, Finland, är en finländsk skådespelare och manusförfattare.
Putro har en masterexamen i film och teater från Sankt Petersburgs statliga teaterakademi från 2008. 2019 tog hon också en masterexamen i manusskrivande från Tampereen ammattikorkeakoulu, Tammerfors yrkeshögskola.
Efter att i huvudsak ha verkat som skådespelare var hon under 2020 manusförfattare till Tove, en film om Tove Jansson, som även blev Finlands nominering till Oscar för bästa internationella långfilm. Hon var vid tillfället relativt okänd som skådespelare, men kontaktade Tove Janssons familj med sitt nyskrivna manus. Samtidigt hörde Helsinki-filmi, ett av Finlands största produktionsbolag, av sig till familjen och utforskade om det var möjligt att göra en film om henne. Efter att de båda parterna hade introducerats för varandra blev det klart att Helsinki-filmi skulle producera filmen utifrån Putros manus.
Putro spelar också Maya Vanni, vän till Tove Jansson, i filmen.

## Biografi
1. 1 2  läs online, www.cineffable.fr .[källa från Wikidata]
2. ↑  ”WOMEN IN LOVE - Cineffable 2015” (på franska). www.cineffable.fr. https://www.cineffable.fr/festivals/27efestival/Films27/pgw/women-in-love_En.htm. Läst 14 mars 2021.
3. ↑  ”Review: Tove” (på engelska). Cineuropa - the best of european cinema. https://www.cineuropa.org/en/newsdetail/392833/. Läst 14 mars 2021.
4. ↑  Simon, Alissa; Simon, Alissa (9 september 2020). ”‘Tove’ Review: An Engaging Biopic on Moomins Creator Tove Jansson” (på amerikansk engelska). Variety. https://variety.com/2020/film/reviews/tove-review-moomins-1234763067/. Läst 14 mars 2021.
5. 1 2  ”e-TALENTA”. www.e-talenta.eu. https://www.e-talenta.eu/. Läst 14 mars 2021.
6. ↑  ”Zaida Bergroth • Director of Tove” (på engelska). Cineuropa - the best of european cinema. https://cineuropa.org/en/interview/397289/?fbclid=IwAR204GNHZ_n8fmaq8vWLsI5QS_1j1NzZN95t6L1jKwTyFPFa5BFfoYfYQnk. Läst 14 mars 2021.
7. 1 2  Suni, Annakaisa (14 mars 2021). ”"Jag ville inte bygga på myten om Tove"”. Svenska Dagbladet. Läst 14 mars 2021.